# Sebastiania pubiflora
Sebastiania pubiflora là một loài thực vật có hoa trong họ Đại kích. Loài này được Lundell miêu tả khoa học đầu tiên năm 1975.